# 타이쯔허구
타이쯔허구(한국어: 태자하구, 중국어: 太子河区, 병음: Tàizǐhé Qū)는 중화인민공화국 랴오닝성 랴오양 시의 행정구역이다. 넓이는 148km2이고, 인구는 2007년 기준으로 120,000명이다.

## 행정 구역
2개 가도, 1개 진, 2개 향을 관할한다.
- 가도: 望水台街道, 新华街道.
- 진: 祁家镇.
- 향: 东宁卫乡, 东京陵乡.